# El Tossal (Cornudella de Montsant)
El Tossal és una muntanya de 622 metres que es troba al municipi de Cornudella de Montsant, a la comarca catalana del Priorat.